# Vivimi (LDA)
Vivimi è un singolo del cantautore e rapper italiano LDA, pubblicato il 27 marzo 2021 come secondo estratto dal primo EP LDA.

## Descrizione
Il brano, scritto dallo stesso cantautore con Alessandro Caiazza, Red e Scandi, è stato inserito nell'EP LDA, pubblicato il 13 maggio 2022 dopo la partecipazione dell'artista alla ventunesima edizione del talent show Amici di Maria De Filippi.

## Tracce
Testi e musiche di Luca D'Alessio, Alessandro Caiazza, Red e Scandi.
1. Vivimi – 3:33